# Wachsenburggemeinde

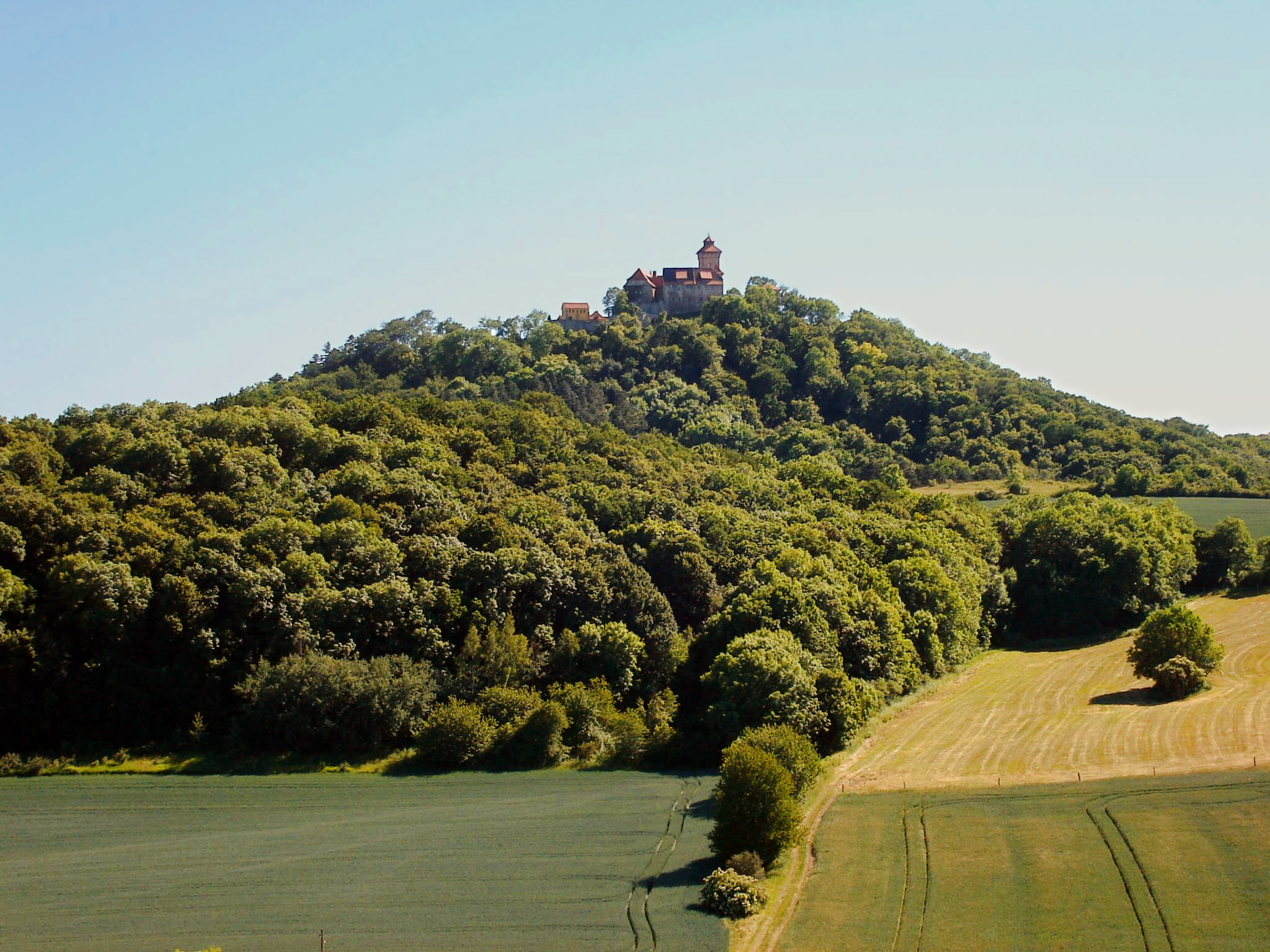
De Veste Wachsenburg

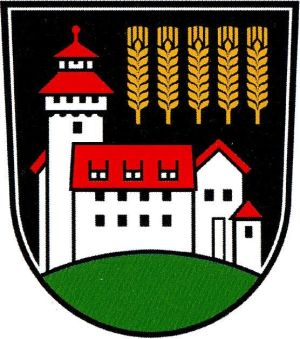
Wapen van Wachsenburggemeinde

Wachsenburggemeinde was een Duitse gemeente in de deelstaat Thüringen, en maakte deel uit van de Ilm-Kreis. De gemeente lag ongeveer 20 km zuidwestelijk van Erfurt en bestond tussen 1994 en 2012. Het gebied van de voormalige gemeente lag op de overgang van het midden van het Thüringer Woud met het Thüringer bekken. In het midden van de voormalige gemeente ligt op een bergtop, die ongeveer 150 boven de omgeving uitsteekt, de vesting Wachsenburg, die naamgever voor de gemeente was. De gemeente had een oppervlakte van 31,99 km², waarop 2.531 inwoners leefden (stand 31 december 2011). Op 31 december 2012 werd de gemeente geannexeerd door Ichtershausen en de daardoor vergrote gemeente werd in Amt Wachsenburg hernoemd.

## Plaatsen in de gemeente Wachsenburggemeinde
De gemeente bestond uit de ortsteilen Bittstädt, Haarhausen, Holzhausen, Röhrensee en Sülzenbrücken, die met de oprichting van de gemeente op 30 juni 1994 hun zelfstandigheid opgaven.